# Chionactis occipitalis
La culebra nariz de pala del noroeste (Chionactis occipitalis) es una especie de reptil de la familia Colubridae.

## Clasificación y descripción
Es una serpiente pequeña y robusta con 20-32 bandas corporales negras; bordes rojos entre las bandas negras relativamente estrechas o ausentes; una banda occipital en forma de media luna extendiéndose adelante hacia la región loreal. Una escama rostral puntiaguda y muy grande; hocico relativamente largo, de punta plana, o ligeramente cóncava; escamas dorsales en 15 hileras en la mitad del cuerpo.

## Distribución
Chionactis occipitalis ocurre en el desierto de Mojave y de Sonora del sur de Nevada al sur hasta el noroeste de México.

## Hábitat
Chionactis occipitalis está restringida a hábitats desérticos. Esta especie es más común en zonas bajas, áreas arenosos con arbustos de creosote, mezquite y vegetación de bursage. Frecuenta pisos de arena, dunas, y laderas rocosas con huecos de arena. Es generalmente nocturna, frecuentemente emerge a la superficie después de lluvias, pero también se encuentra durante las mañanas temprano o justo después de la puesta del sol. C occipitalis se alimenta de insectos, arañas, escorpiones y ciempiés. El apareamiento ocurre durante la primavera, y las camadas son de 2 huevos durante la primavera tardía o el verano.

## Estado de conservación
Se encuentra catalogada dentro de la lista roja de la IUCN como preocupación menor (LC).